# Sindee Jennings
Sindee Jennings (Austin, Texas; 7 de julio de 1986) es una actriz pornográfica estadounidense retirada.

## Biografía
Nació como Alexandra Wallace en la ciudad de Austin (Texas) el 7 de julio de 1986. Comenzó como actriz porno en 2006 con apenas 20 años, apareciendo en películas de Hustler, Evil Angel, Kick Ass, Club Jenna o Pure Play Media. Jennings se ha destacado en sus películas por su abundante eyaculación femenina.
En 2008 participó en la parodia porno Who's Nailin' Paylin?, sobre la política republicana Sarah Palin, que fue exgobernadora de Alaska y candidata a la presidencia de los Estados Unidos. Jennings compartió plantel con Lisa Ann, quien daba vida a Palin, Holly West, Jada Fire, Nina Hartley o Evan Stone.
Hasta su retiro en 2015 había aparecido en algo más de 490 películas.

## Premios y nominaciones
| Año  | Ceremonia    | Resultado | Premio                                 | Trabajo                      |
| ---- | ------------ | --------- | -------------------------------------- | ---------------------------- |
| 2009 | Premios AVN  | Nominada  | Mejor escena de sexo lésbico en grupo  | Squirt Gangbang 3            |
| 2009 | Premios AVN  | Nominada  | Mejor escena de sexo chico/chica       | She Only Takes Diesel        |
| 2009 | Premios AVN  | Nominada  | Mejor escena POV de sexo               | Nice Fucking View 3          |
| 2009 | Premios AVN  | Nominada  | Artista femenina no reconocida del año | —                            |
| 2009 | Premios XRCO | Nominada  | Unsung Siren                           | —                            |
| 2010 | Premios AVN  | Nominada  | Mejor escena de sexo lésbico en grupo  | Squirt Gangbang 4            |
| 2010 | Premios AVN  | Nominada  | Mejor escena de trío lésbico           | Kung Fu Nurses a Go-Go 2     |
| 2010 | Premios AVN  | Nominada  | Mejor escena de trío lésbico           | Lesbian Tag Teams            |
| 2010 | Premios AVN  | Nominada  | Mejor escena de trío lésbico           | Storm Squirters 6            |
| 2010 | Premios AVN  | Nominada  | Mejor escena de sexo oral              | Cummin' at You 3-D           |
| 2010 | Premios AVN  | Nominada  | Mejor escena POV de sexo               | Barely Legal P.O.V 3         |
| 2010 | Premios AVN  | Nominada  | Mejor escena POV de sexo               | Cummin' at You 3-D           |
| 2010 | Premios AVN  | Nominada  | Mejor escena escandalosa de sexo       | Squirt Gangbang 4            |
| 2010 | Premios AVN  | Nominada  | Mejor escena escandalosa de sexo       | Storm Squirters 7            |
| 2011 | Premios AVN  | Nominada  | Mejor escena de trío lésbico           | Belladonna: Fetish Fanatic 8 |
| 2011 | Premios XBIZ | Nominada  | Artista femenina del año               | —                            |